# Kelpe
Kelpe, de son vrai nom Kel Mckeown, est un producteur anglais de musique électronique.
Sa musique est un mélange de trip hop et d'ambient. Ses mélodies peuvent rappeler Plaid ou Console.

## Discographie
- 2003 - The People Are Trying To Sleep (EP)
- 2004 - Sea Inside Body (LP)
- 2005 - Sunburnt Eyelids (EP)
- 2008 - Ex-Aquarium (LP)
- 2008 - Extraquarium (Remix)
- 2009 - Death Before Distemper 4 Mixed By Kelpe
- 2009 - Microscope Contents
- 2009 - Cambio Wechsel (LP)
- 2013 - Fourth: The Golden Eagle (LP)
- 2015 - The Curved Line